# オスカー・フォン・ヒンデンブルク

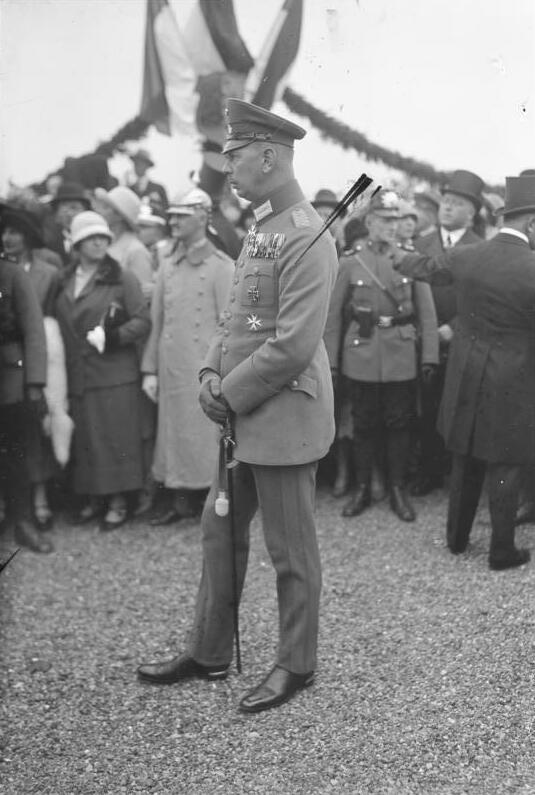
オスカー・フォン・ヒンデンブルク（1930年4月）

オスカー・ヴィルヘルム・ロベルト・パウル・ルートヴィヒ・ヘルムート・フォン・ベネッケンドルフ・ウント・フォン・ヒンデンブルク（Oskar Wilhelm Robert Paul Ludwig Hellmuth von Beneckendorff und von Hindenburg, 1883年1月31日 ‐ 1960年2月16日）は、ドイツの陸軍軍人。陸軍少将。ヴァイマル共和政においてドイツ国大統領を務めたパウル・フォン・ヒンデンブルクの息子で、ナチスの政権獲得に関わった。

## 経歴

### 大統領の息子
ドイツ帝国の軍人パウル・フォン・ヒンデンブルクの一人息子としてケーニヒスベルクに生まれる。ほかに姉と妹が一人ずついる。1903年に近衛第3歩兵連隊付の士官となり、同部隊で大隊副官となる。そこで同僚のクルト・フォン・シュライヒャーと知己になった。1914年の第一次世界大戦勃発時には軍司令部参謀、のち大尉として第20歩兵師団参謀となる。終戦後はヴァイマル共和国の国軍で第16歩兵連隊の中隊長、1923年に少佐に昇進。
1925年に父親が大統領に当選すると、中佐、のち大佐としてその副官を務めるようになる。老衰したヒンデンブルク大統領の政治決定は、実際にはオスカーやその友人シュライヒャー、大統領府長官オットー・マイスナーから出ていたといわれている。そのため世人は「憲法では想定していなかった大統領の息子」と嘲笑した。友人シュライヒャーの影響で、台頭するナチスに対しては、これを抑えるよりも利用することを考えるようになる。そのため1932年にブリューニング内閣がナチスの突撃隊を禁止すると、その解除を父親に進言したりした。

### ナチスへの協力

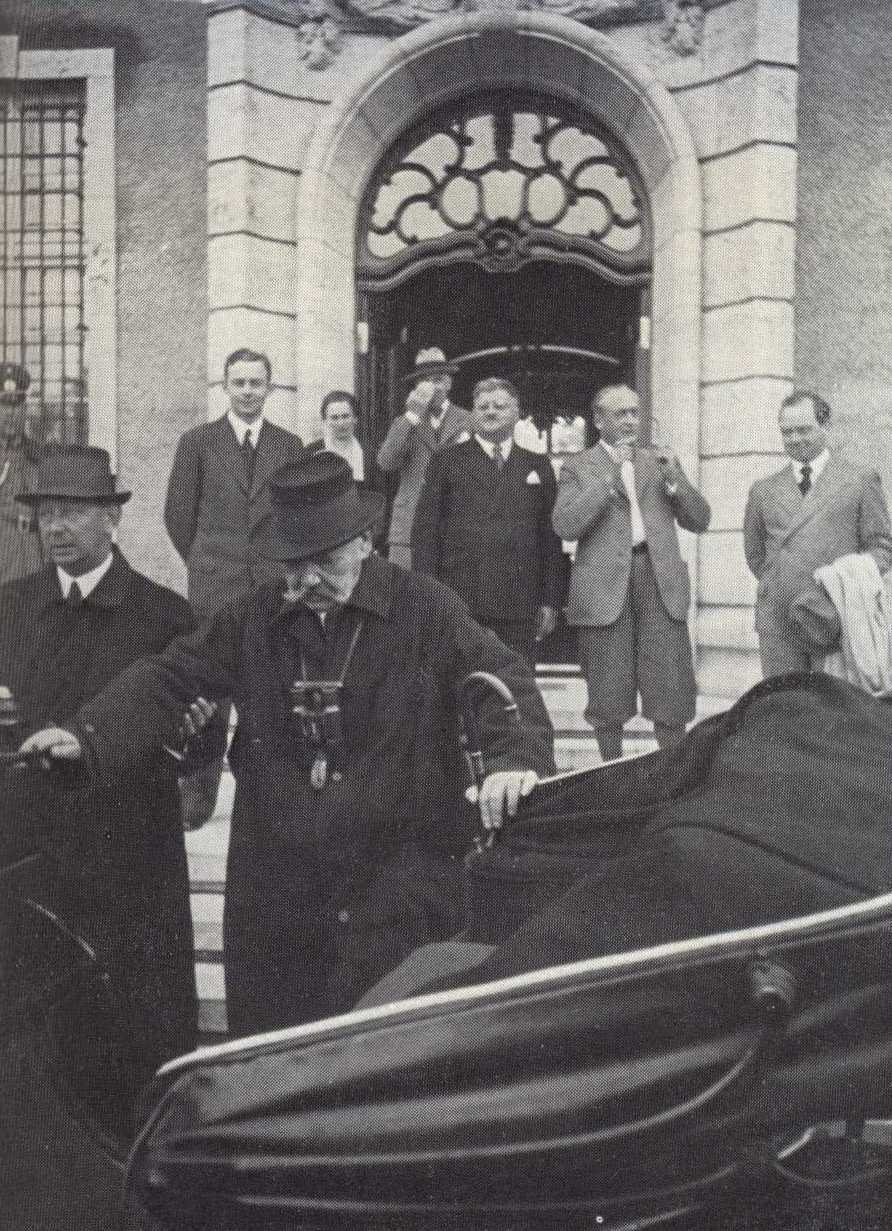
父ヒンデンブルク大統領の手を引くオスカー。（1934年）
後方中央に立つ人物がオットー・マイスナー、その背後の帽子をかぶった人物がフランツ・フォン・パーペン。

1933年1月には、議会第一党となったナチスの党首アドルフ・ヒトラーとフランツ・フォン・パーペン前首相の、リッベントロップ邸における秘密会談に同席して、ナチスの政権参加を協議。ヒトラーを「ボヘミアの伍長」と呼んでその首相指名を忌避してきた父を説得して、ヒトラーを首相に任命するよう説いた。この時ヒンデンブルクに対しては、東プロイセンのノイデックに所有する荘園にかかる相続税の納税義務を回避するためにオスカーではなく別人の後援者の名前を使って登記した疑惑が持ち上がっており、その政治的立場が弱まっていたこともヒトラーの首相指名に踏み切った理由であると指摘されている。ヒンデンブルク大統領は1月28日にヒトラーに組閣を命じ、ナチス政権が樹立された。
翌1934年8月2日、父が死去。ヒトラー首相が後任の大統領を兼任することを問う国民投票が行われることになったが、その直前の8月18日にヒンデンブルクはラジオ演説を行い、「父の遺言」なるものを紹介した。曰く、
しかしそもそも憲法は大統領が後任を指名することを許しておらず、それどころか「父の遺言」にそのような文言は存在しなかった。自身にまつわる脱税疑惑という弱みがあり、また「長いナイフの夜」を目の当たりにしたヒンデンブルクがナチスの意に従ったと思われる。翌日行われた国民投票では9割が賛成票を投じた。ヒトラーは大統領の職名は継承しなかったが権限は継承し、「指導者兼首相」（総統）としてドイツにおける政治権力を完全に掌握した。

### その後
父の死後、少将で軍を退役。第二次世界大戦が勃発すると軍に呼び戻され、東プロイセンにあった捕虜収容所の責任者を務めた後、すぐに軍を辞め、所有する荘園に隠棲した。ソ連軍が迫ると西に疎開し、戦後はリューネブルガー・ハイデに住む義弟のところに居候した。ニュルンベルク裁判ではパーペンに対する裁判で証人として出廷。保養先のバード・ハルツブルクで死去した。